# Ентоні Гадсон
Ентоні Гадсон (англ. Anthony Hudson; нар. 11 березня 1981, Сіетл) — англійський футболіст, що грав на позиції півзахисника. По завершенні ігрової кар'єри — тренер. З 2020 року очолює тренерський штаб олімпійської збірної США.

## Ігрова кар'єра
Ентоні Гадсон є сином відомого англійського футболіста Алана Гадсона, що грав зокрема за «Челсі» і «Арсенал». Народився в американському Сіетлі, де в той час виступав його батько. Незабаром родина повернулась до Лондону, де Ентоні займався футболом в академії місцевого «Вест Гем Юнайтед». Однак пробитися в головну команду «молотобійців» Гадсон не зміг і здавався в оренду в нижчоліговий «Лутон Таун».
Після угоду з «Вест Гема» Гадсон підписав дворічну угоду з нідерландським «Неймегеном», проте через півроку він попросив розірвати контракт і повернувся додому в Англію. Деякий час працював біржовим брокером. Ця робота підштовхнула тренера до величезних боргів. Довгий час Гадсон страждав алкоголізмом. Намагаючись побороти його, він поїхав в США, де півзахисник виступав за «Вілмінгтон Гаммергедс».

## Кар'єра тренера

### Початок кар'єри
Розпочав тренерську кар'єру відразу ж по завершенні кар'єри гравця, 2008 року, очоливши тренерський штаб нижчолігового американського клубу «Реал Меріленд», де пропрацював з 2008 по 2010 рік. Він був наймолодшим професіональним менеджером (головним тренером) у США на той час . У своєму першому сезоні він привів клуб до п'ятого місця та зони плей-оф, дійшовши там до чвертьфіналу. Гадсон також був номінований на премію «Найкращий тренер 2009 року другого дивізіону USL». У другому сезоні команда посіла останнє місце, після чого Гадсон покинув колектив.

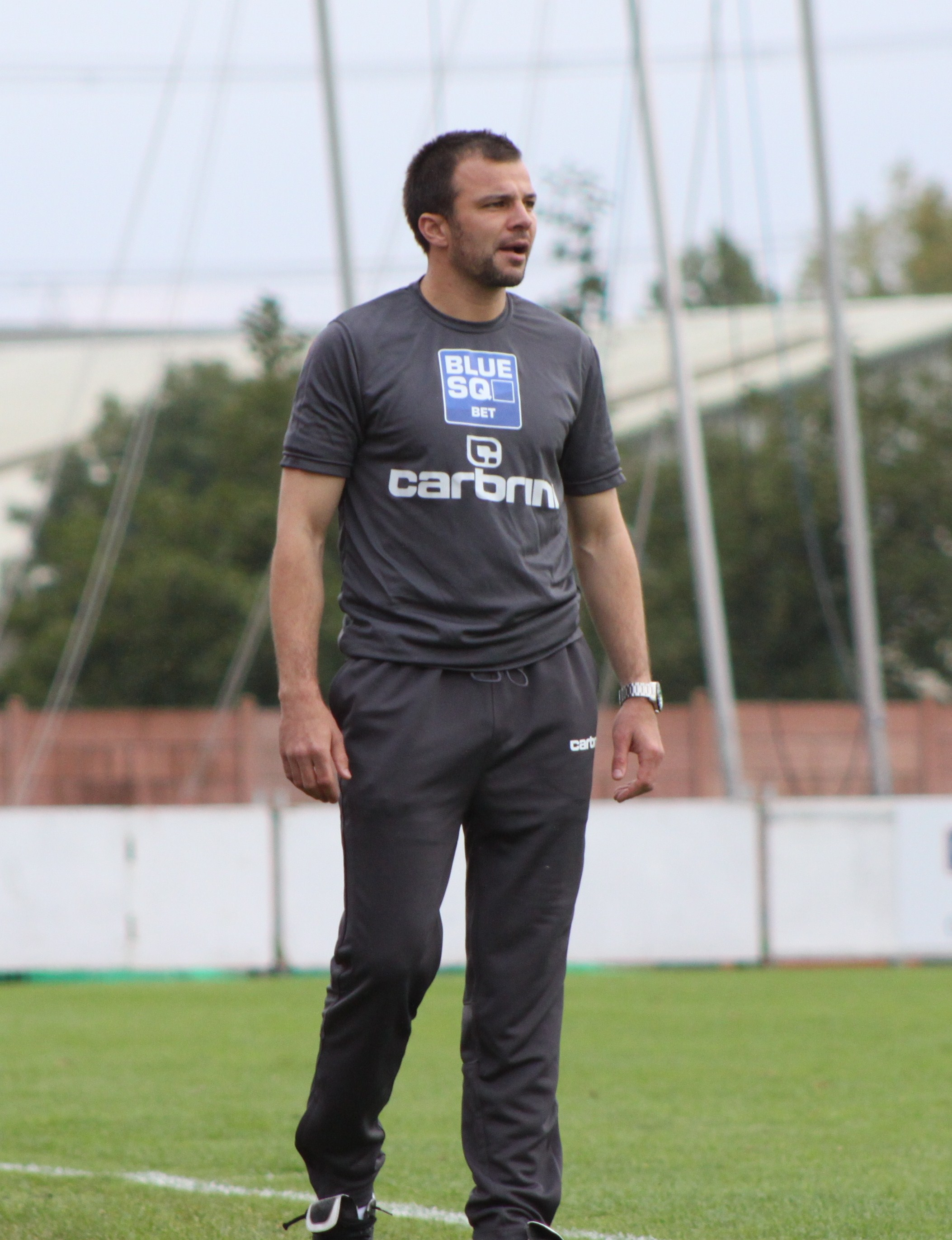
Ентоні Гадсон у 2011 році.

Незабаром йому вдалося потрапити на стажування до Гаррі Реднаппа в «Тоттенхем Готспур». Досвідчений англійський фахівець розгледів талант в Гадсоні. Він порівняв тренера-початківця з молодим Жозе Моурінью. У 2011 році Ентоні Гадсон деякий час очолював дубль «шпор», після чого став головним тренером невеличкого клубу «Ньюпорт Каунті» з Національної Конференції. 28 вересня 2011 року, коли «Ньюпорт» виграв лише один раз в 12 іграх, Гадсон був звільнений з посади.
Гадсон став одним з наймолодших тренерів, який отримав у 2012 році ліцензію Pro УЄФА, найвищу тренерську ліцензію у футболі.

### Збірна Бахрейну
21 березня 2012 року Гадсон був призначений головним тренером олімпійської збірної Бахрейну. З нею у тому ж році Ентоні дійшов до фіналу Кубка затоки U-23, а наступного року виграв зі збірною трофей, вперше в її історії.
13 серпня 2013 року Гадсон очолив національну збірну Бахрейну. З цією командою Гадсон став бронзовим призером чемпіонату Федерації футболу Західної Азії у січні 2014 року, а 27 липня того ж року пішов у відставку.

### Збірна Нової Зеландії

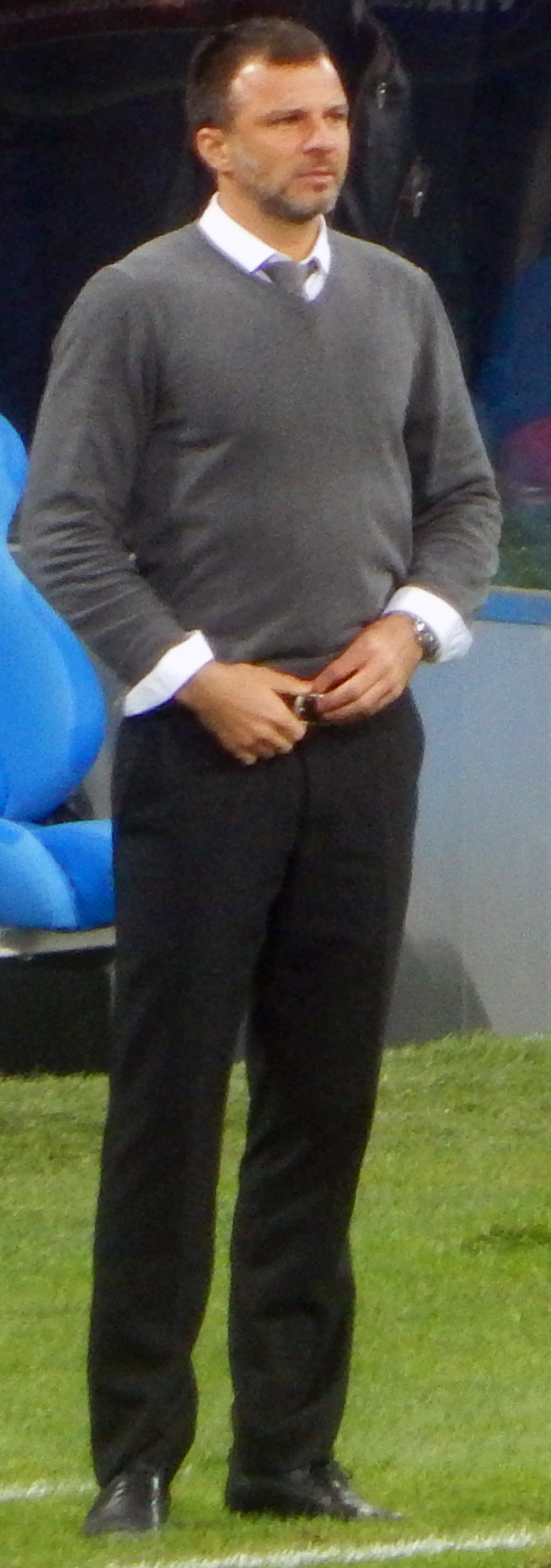
Ентоні Гадсон на чолі збірної Нової Зеландії на Кубку конфедерацій 2017 року проти Мексики.

У серпні 2014 року Гадсон був призначений на посаду наставника збірної Нової Зеландії. Паралельно він працював і з олімпійською збірною. Нею Гадсон керував на Тихоокеанських іграх 2015 року. Втім сам турнір виявився скандальним для новозеландців, які були дискваліфіковані після півфіналу через використання недозволеного футболіста, що коштувало місця в фіналі турніру, і, відповідно, можливості участі в Олімпійських іграх 2016 року. Втім з національною збірною для Гадсона справи йшли значно краще і 2016 році йому вдалося повернути новозеландцям статус переможця Кубка націй ОФК.
Цей результат дозволив збірній кваліфікуватись на Кубок конфедерацій 2017 року в Росії. Таким чином Гадсон став наймолодшим тренером в історії цих змагань. На момент першого матчу новозеландців зі збірною Росії йому було 36 років і 3 місяці. Попередній рекордсмен, нігерієць Шайбу Амоду, був його старший на півроку. Втім новозеландці на турнірі програли всі три гри і не вийшли з групи, але тим не менш команда Гадсона була відмічена багатьма експертами.
У вересні 2017 року Нова Зеландія виграла кваліфікацію ОФК до чемпіонату світу 2018 року і вийшла у міжконтинентального плей-оф на перу Перу. Цей матч став першим домашнім матчем Нової Зеландії проти збірних із "топ-100" протягом останніх трьох з половиною років, безпрецедентного періоду для будь-якої збірної. Після нічиї 0:0 у Веллінгтоні, Перу вдома обіграло Нову Зеландію 2:0 у Лімі і вийшло на чемпіонат світу, залишивши новозеландців за бортом. Після цього Гадсон оголосив про відставку з посади, незважаючи на бажання виконавчого директора NZ Football Енді Мартіна залишити тренера. Після відходу Гадсона Мартін описав Ентоні як одного з найкращих тренерів в історії збірної Нової Зеландії.

### Робота у США
29 листопада 2017 року Гадсон був призначений головним тренером клубу MLS «Колорадо Репідс». У сезоні 2018 клуб під його керівництвом фінішував у Західній конференції на 11-му, передостанньому, місці. 1 травня 2019 року Хадсон був звільнений, після того як в дев'яти матчах з початку сезону 2019 «Колорадо Репідз» зміг набрати тільки два очки.
З 2020 року очолює тренерський штаб олімпійської збірної США.

## Титули і досягнення
- Володар Кубка націй ОФК: 2016[40]